# Аранку
Аранку (фр. Arancou) насеље је и општина у југозападној Француској у региону Аквитанија, у департману Атлантски Пиринеји која припада префектури Бајон.
По подацима из 2011. године у општини је живело 128 становника, а густина насељености је износила 24,15 становника/km². Општина се простире на површини од 5 km². Налази се на средњој надморској висини од 61 метар (максималној 142 m, а минималној 12 m).

## Демографија
| 1999. | 2011. |
| ----- | ----- |
| 108   | 128   |

График промене броја становника у току последњих година